# Português brasileiro
Português brasileiro (abreviado como pt-BR ou simplesmente PB), também conhecido como português do Brasil, é o termo utilizado para classificar a variante da língua portuguesa falada pelos mais de 203 milhões de brasileiros no país, em 2022, e pelos mais de 4 milhões, em 2020,  que vivem fora do Brasil.
A Academia Brasileira de Letras (ABL), embora seja uma instituição cultural importante no desenvolvimento do português brasileiro, não possui poder regulatório legal sobre a língua, que é moldada pelo uso e por normas educacionais no Brasil.
É, de longe, a mais falada e escrita variante do português, tradicionalmente descrita por gramáticos prescritivistas e filólogos, ainda que estudos modernos da Linguística, como o projeto NURC, venham apontando significativas disparidades entre a gramática tradicional e o português brasileiro de fato, inclusive em suas variedades de prestígio. Tais diferenças, bem como outras características particulares do português brasileiro, o distinguem especialmente do português europeu, embora permaneça uma variante do português dentro da família das línguas românicas, o que tem levado alguns estudiosos a interpretá-lo como uma língua distinta.
No decorrer da sua história, o português brasileiro incorporou empréstimos de termos indígenas, especialmente do tupi antigo, mas também de línguas africanas, sobretudo do iorubá, quicongo, quimbundo e umbundo, com dialetos italianos, alemães e espanhóis, e inúmeros exemplos mais, em casos regionais. Muitas diferenças do português brasileiro em relação ao português europeu são apontadas como tendo origem nesse contato, enquanto que outras são apontadas como conservação de características do português quinhentista que não ocorrem em Portugal da mesma maneira.
Há várias diferenças entre o português europeu e o português brasileiro, especialmente no vocabulário, pronúncia e sintaxe, principalmente nas variedades vernáculas; nos textos formais as diferenças também existem, mas são bem menores. Devido à forte influência que o português brasileiro sofreu de outros idiomas, especialmente do tupi, a diferença entre a linguagem escrita e a falada se tornou bem maior do que a do português europeu. Adotado pelo Brasil e por alguns outros países, o Acordo Ortográfico de 1990 tem por base critérios fonéticos, fonológicos, etimológicos e tradicionais, desconsiderando muitas particularidades linguísticas desses países.
O português brasileiro é falado não só no Brasil mas em muitos outros países pela importância que tem na América Latina e no hemisfério Sul, além de sua grande diáspora, de notável presença em países como Estados Unidos, Portugal, Paraguai, Reino Unido, Japão, Itália, Espanha, Alemanha, Canadá e Argentina. No entanto, a difusão do português brasileiro mundo afora não conta com os mesmos suportes que o português europeu recebe de Portugal, que, por sua vez, não beira a mesma magnitude de políticas de difusão linguística alemãs, espanholas, francesas, inglesas e companhia.

## História

### Línguas indígenas americanas ou ameríndias
Antes da chegada dos portugueses, estima-se que cerca de 1 500 línguas diferentes eram faladas no território que veio a ser o Brasil. Essas são agrupadas em famílias, classificadas como pertencentes aos troncos tupi, macro-jê e aruaque. Há famílias, entretanto, que não puderam ser identificadas como relacionadas a nenhum destes troncos, são elas: caribes, panos, macus, ianomâmis, muras, tucanos, catuquinas, chapacuras, nambiquaras e cadiuéu-guaicurus. Evidentemente, o facto de duas sociedades indígenas americanas falarem línguas pertencentes a uma mesma família não faz com que seus membros consigam entender-se mutuamente.

Língua Portuguesa
Última flor do Lácio, inculta e bela,
És, a um tempo, esplendor e sepultura:
Ouro nativo, que na ganga impura
A bruta mina entre os cascalhos vela…
Amo-te assim, desconhecida e obscura,
Tuba de alto clangor, lira singela,
Que tens o trom e o silvo da procela
E o arrolo da saudade e da ternura!
Amo o teu viço agreste e o teu aroma
De virgens selvas e de oceano largo!
Amo-te, ó rude e doloroso idioma,
Em que da voz materna ouvi: "meu filho!"
E em que Camões chorou, no exílio amargo,
O génio sem ventura e o amor sem brilho!

Olavo Bilac
Apesar de o Brasil ter sido descoberto oficialmente em 1500 pelos portugueses, sua colonização europeia só começou efetivamente em 1532. No mesmo ano, o rei de Portugal, João III, organizou a primeira expedição com objetivos de colonização. Foi comandada por Martim Afonso de Sousa e tinha, como metas, povoar o território brasileiro, expulsar os invasores e iniciar o cultivo de cana-de-açúcar no Brasil. Com isso, a língua portuguesa passou a ser usada factualmente no território hoje conhecido como Brasil. Ao mesmo tempo, outras nações europeias vieram para o Brasil, como a França e a Holanda (que chegou a instalar uma colônia na região que é hoje o Estado de Pernambuco).
No início da colonização portuguesa no Brasil, a língua dos ameríndios tupinambás (tronco tupi) era falada numa enorme extensão de território ao longo da costa atlântica. No século XVI, ela passou a ser aprendida pelos portugueses, que, de início, eram uma minoria entre a população local. Aos poucos, o uso dessa língua, chamada de "brasílica", se intensificou e generalizou-se de tal forma que passou a ser falada por quase toda a população que integrava o sistema colonial brasileiro. Com o decorrer do tempo, ela se modificou e, a partir da segunda metade do século XVII, passou a ser chamada de "língua geral".
Era a língua de contato entre ameríndios de diferentes línguas e entre ameríndios e portugueses e seus descendentes. A língua geral era, assim, uma língua franca no atual território brasileiro. Essa foi a primeira influência que a língua portuguesa recebeu no Brasil. Como tal, deixou algumas marcas no vocabulário popular falado atualmente no país. A língua geral possuía duas variantes:
- A Língua Geral Paulista: originária na língua dos ameríndios tupi de São Vicente e do alto rio Tietê, passou a ser falada pelos bandeirantes no século XVII. Dessa forma, ouve-se tal idioma em locais em que esses ameríndios jamais estiveram, influenciando o modo de falar dos brasileiros.
- O nheengatu (do tupi ie’engatú, "língua boa") é uma língua tupi-guarani que foi, durante a época colonial, falada na Amazônia (atualmente, continua a ser falada apenas no noroeste do estado do Amazonas e na Venezuela). O nheengatu é uma língua de comércio que foi desenvolvida ou compilada pelos jesuítas portugueses nos séculos XVII e XVIII, tendo, como fundamentos, o vocabulário e a pronúncia tupinambá e, como referência, a gramática da língua portuguesa, tendo sido o vocabulário enriquecido com palavras do português e do castelhano.

### O português no Brasil

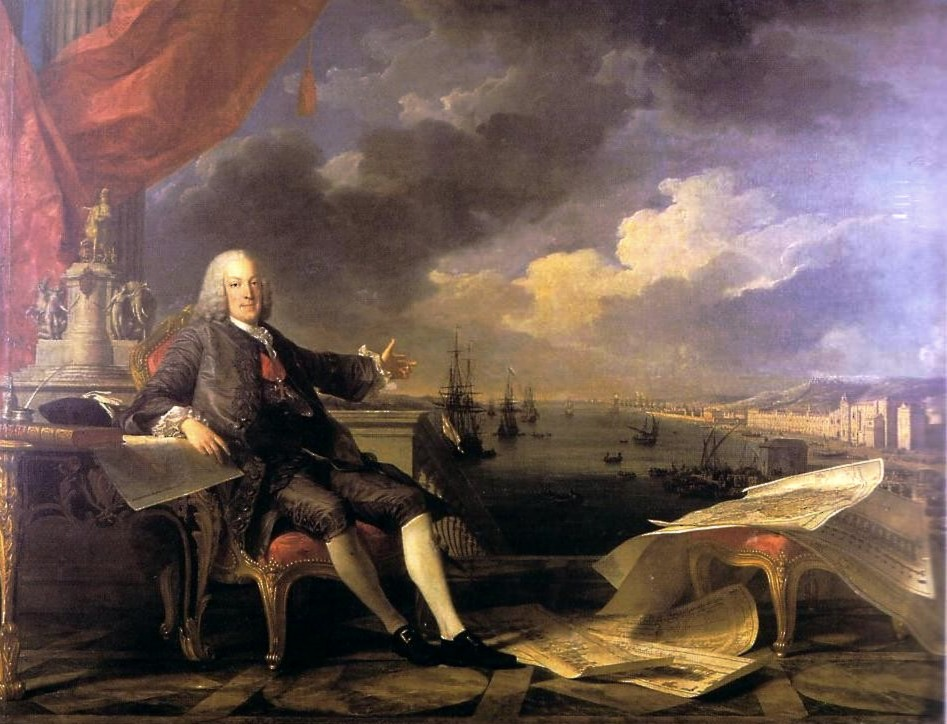
O Marquês de Pombal instituiu o português como a língua oficial do Brasil, proibindo o uso da língua geral

Com a saída dos holandeses em 1654, o português passou a ser a única "Língua de Estado" do Brasil.
No fim do século XVII, os bandeirantes iniciaram a exploração do interior do continente, e descobriram ouro e diamantes. Devido a isso, o número de imigrantes portugueses no Brasil e o número de falantes da Língua Portuguesa no Brasil passaram a aumentar, superando os falantes da língua geral (derivada do tupinambá). Em 17 de agosto de 1758, o Marquês de Pombal instituiu o português como a língua oficial do Brasil, ficando proibido o uso da língua geral. Nessa altura, devido à evolução natural da língua, o português falado no Brasil já tinha características próprias que o diferenciavam do falado em Portugal.
No século XVII, por conta da intensificação do cultivo de cana-de-açúcar, houve um grande fluxo de escravos vindos da África, que se espalharam por todas as regiões ocupadas pelos portugueses e que trouxeram uma influência lexical africana para o português falado no Brasil. Para se ter uma ideia, no século XVI foram trazidos para o Brasil 100 mil negros. Este número salta para 600 mil no século XVII e 1 milhão e 300 mil no século XVIII. A influência lexical africana veio principalmente da língua iorubá, falada pelos negros vindos da Nigéria, e do quimbundo angolano.
Com a transferência da corte portuguesa para o Brasil em 1808, como consequência das invasões francesas, ocorreu uma relusitanização no falar da cidade do Rio de Janeiro, que passou a ser a capital do país. Acompanhando a família real, chegaram ao Rio de Janeiro cerca de 15 mil portugueses. Essa relusitanização expandiu-se e influenciou outras partes do Brasil. O sotaque carioca e seu dialeto (com "s" chiado e sílabas atonais fechadas e tónicas abertas), ainda guarda profunda influência portuguesa provinda deste período.
Em 1822, o Brasil tornou-se independente. Com isso muitos imigrantes europeus, como alemães e italianos, chegaram ao país. Em números absolutos os italianos formaram a maior corrente migratória no país. Deste modo, as especificidades linguísticas dos imigrantes italianos interferiram nas transformações da língua portuguesa no Brasil. Assim, palavras foram agregadas de outros idiomas europeus. Nos anos seguintes, a língua local ora era designada de língua brasileira, ora de língua nacional, português ou língua portuguesa. Já em 1826, o político José Clemente Pereira apresentou um projeto em que propunha que os diplomas dos médicos cirurgiões fossem redigidos «em língua brasileira, que é a mais própria», se bem que essa designação não se tornou prática comum.

A língua portuguesa no mundo:
Língua materna
Língua oficial e administrativa
Língua cultural ou secundária
Minorias falantes do português
Crioulos de base portuguesa

Na segunda metade do século XIX ocorreu uma tentativa, dos autores romantistas, de criar uma personalidade literal brasileira. Entretanto, o movimento que consagrou rapidamente a norma brasileira foi o modernismo brasileiro. Esse foi um movimento de nacionalização que rompeu com o parnasianismo e com a imitação do padrão tradicional do português, privilegiando as peculiaridades do falar brasileiro. O modernismo brasileiro nasceu no dia 11 de fevereiro de 1922, com a Semana de arte moderna de 1922, sendo alvo de muitas críticas, como as de Monteiro Lobato, que consideravam-no caricato. A posteriori, o movimento representou uma verdadeira renovação da linguagem, na busca de experimentação, na liberdade criadora e na ruptura com o passado. O evento marcou época ao apresentar novas ideias e conceitos artísticos.
A questão do nome da língua seria praticamente encerrada no Brasil com a Constituição de 1988 em que é referido que «A língua portuguesa é o idioma oficial da República Federativa do Brasil».
Há várias ideias acerca de quando começaram a divergir o português do Brasil e o de Portugal. O professor titular da Universidade de São Paulo Ataliba Teixeira de Castilho disse numa entrevista ao Jornal da Unicamp:
Há várias posições sobre isso. Uns dizem que a partir do século XIX começou a ser construída uma gramática do português brasileiro, quer dizer, uma nova língua, distinta do português europeu. Mas, se analisar o português medieval, como fez a minha mulher Célia Maria Moraes de Castilho em sua tese de doutorado, descobre-se que aquilo que se explicava como um abrasileiramento do português, na verdade, já se encontrava lá, sobretudo nos documentos do século XV. Ou seja, esse português veio para o Brasil e foi preservado. Nós estamos fazendo mudanças gramaticais a partir dessa base. Já Portugal, a partir do século XVIII, imprimiu um novo rumo à língua. Por isso é que muito do que aqui sobreviveu não existe mais lá. Eles é que estão diferentes, não nós.

#### pt-BR
pt-BR é um código de língua para o português brasileiro, definido por normas ISO (ver ISO 639-1 e ISO 3166-1 alpha-2) e normas Internet (ver "IETF language tag").

## Léxico

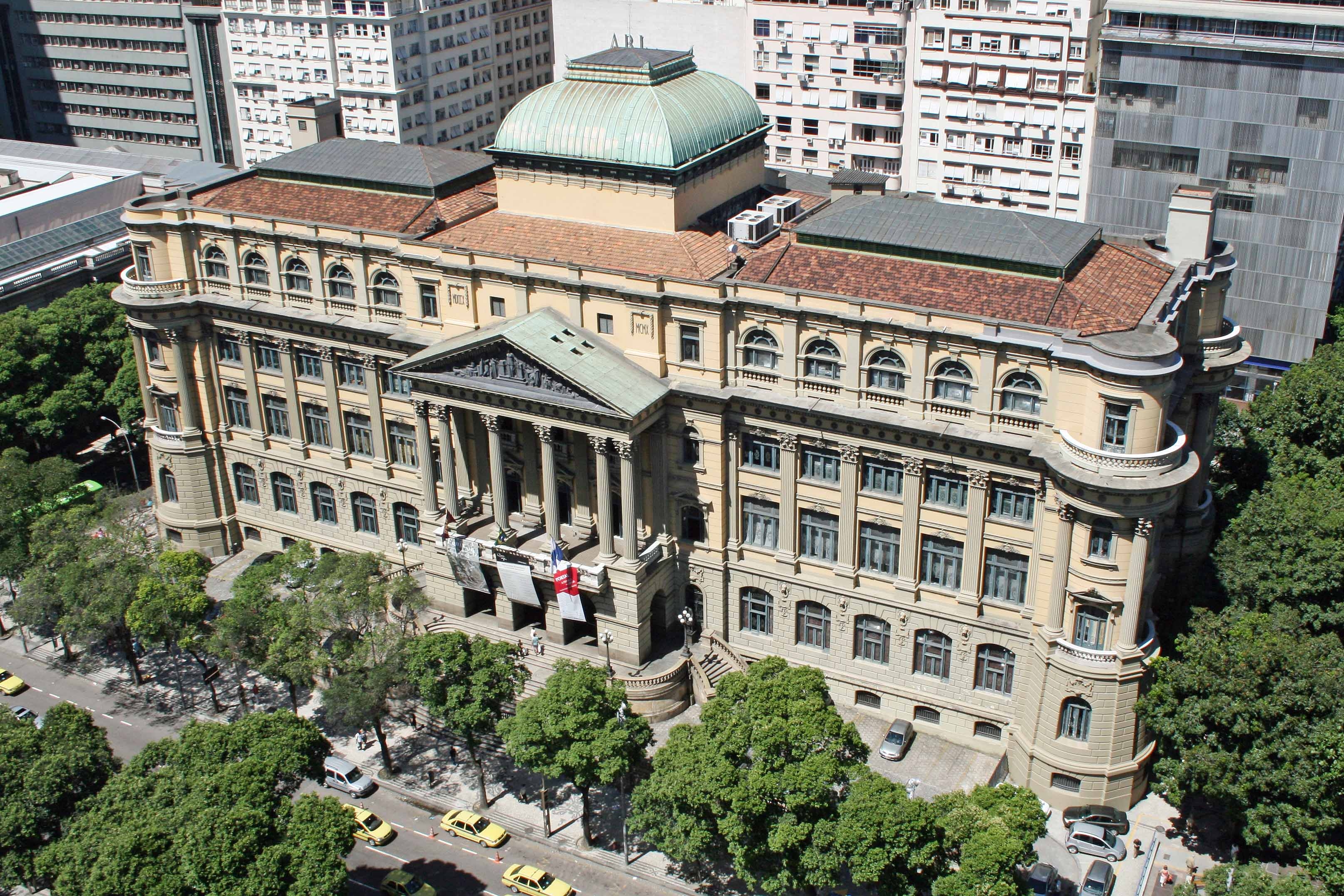
Biblioteca Nacional do Brasil, no Rio de Janeiro, a maior da América Latina

Ainda que o léxico brasileiro seja o mesmo que o do português europeu, existe uma série de regionalismos que podem gerar confusão e desentendimentos entre os falantes das duas variantes. Há ainda as palavras que, apesar de estarem dicionarizadas em ambos os países (Brasil e Portugal), não são utilizadas por um ou por outro, gerando a mesma estranheza quando ouvidas ou lidas por um falante da outra variante.

### Tupinismos
São os chamados "brasileirismos" que derivam diretamente da língua tupi ou que por ela foram influenciados, como acontece com alguns sufixos que, segundo alguns autores, funcionam mais como adjetivos do que como sufixos, já que não alteram a constituição morfológica e fonética da palavra a que se ligam. São exemplos destes sufixos o -açu (grande), -guaçu (grande) e -mirim (pequeno) nas palavras arapaçu (pássaro de bico grande), babaçu (palmeira grande), mandiguaçu (peixe grande), abatimirim (arroz miúdo) ou mesa-mirim (mesa pequena). Existem, no entanto, verdadeiros sufixos, como -rana (parecido com) e -oara (valor gentílico) nas palavras bibirana (planta da família das anonáceas), brancarana (mulata clara) ou paroara (natural do Pará) e marajoara (natural da Ilha do Marajó, Pará).
Outros exemplos são:
- topônimos: Ipanema, Tijuca, Ceará, Taquara, Pará e Curicica;
- nomes ou sobrenomes de pessoas: Araci, Jandaia e Iara;
- substantivos peculiares da fauna e flora: como cupim, mandioca, jacarandá, abacaxi e caraíba;
- nomes de utensílios, crenças e fenômenos da natureza: urupema, tipoia, moqueca, mingau, iracema, guri e xará;
- enfermidades: catapora (varicela)

### Amerindinismos
Existem influências de outras línguas ameríndias não tupis que se falavam no país à data da chegada dos portugueses e com as quais houve contato. Os índios de língua tupi chamavam de tapuia os índios de fala não tupi, termo este que também foi adotado pelos colonizadores portugueses para se referir àqueles índios.

### Africanismos
O tráfico de escravos, especialmente da África para os engenhos brasileiros, trouxe consigo, mormente de povos bantos, toda uma série de termos que em breve seriam acrescentados ao português brasileiro. Duas línguas africanas foram as que tiveram maior influência: o iorubá, proveniente em grande parte da atual Nigéria e que é chamado de nagô em ritos religiosos afro-brasileiros e com influência especialmente na Bahia; e o quimbundo, proveniente da atual Angola e mais rico de vocabulário e de expressão no resto do país.

### Dialetalismos portugueses
Há outros brasileirismos aparentes que não passam de formas dialetais portuguesas, oriundas das regiões que forneceram os colonos portugueses que foram antepassados de parte significativa da população do Brasil, como os Açores e as várias províncias portuguesas. O resultado foi prosa em vez de conversa ou salvar por saudar (ou dar a salvação, como ainda se diz em algumas regiões de Portugal).

### Neologismos
Há palavras novas (neologismos, que designam novos objetos, invenções, técnicas, etc) que têm uma formação distinta da que se verificou em Portugal. São exemplos ônibus por oposição a autocarro, trem por oposição a comboio, ou bonde por oposição a eléctrico.
Outros exemplos são gol (pt golo, do inglês goal), esporte (pt desporto (obs.: desporto se usa no Brasil, mas é, na atualidade, incomum), do inglês sport), xampu (pt champô, do inglês shampoo).
A tabela abaixo ilustra outras diferenças lexicais:
| Brasil                                       | Portugal                                                  |
| -------------------------------------------- | --------------------------------------------------------- |
| abridor de garrafas ou saca-rolhas           | saca-rolhas                                               |
| abridor de latas                             | abre-latas                                                |
| açougue                                      | talho                                                     |
| água-viva ou medusa                          | água-viva, alforreca ou medusa                            |
| água sanitária                               | água sanitária, lixívia                                   |
| AIDS                                         | SIDA (Síndrome de Imunodeficiência Adquirida)             |
| alho-poró                                    | alho-porro                                                |
| alô?                                         | estou?                                                    |
| amerissagem                                  | amaragem                                                  |
| aquarela                                     | aguarela                                                  |
| arquivo (de computador)                      | ficheiro                                                  |
| atacante                                     | avançado                                                  |
| aterrissagem                                 | aterragem                                                 |
| acostamento                                  | berma                                                     |
| banheiro, toalete, lavabo, sanitário         | casa de banho, lavabos, quarto de banho, sanitários, w.c. |
| bonde                                        | eléctrico                                                 |
| brócolis                                     | brócolos                                                  |
| café da manhã                                | pequeno almoço                                            |
| calcinha                                     | cuecas femininas                                          |
| caminhão                                     | camião                                                    |
| caminhonete, van, perua                      | carrinha                                                  |
| camiseta                                     | camisola                                                  |
| camisola                                     | camisa de dormir                                          |
| canadense                                    | canadiano                                                 |
| câncer                                       | cancro                                                    |
| caqui                                        | dióspiro                                                  |
| carona                                       | boleia                                                    |
| carro conversível                            | carro descapotável                                        |
| carteira de identidade                       | bilhete de identidade/ BI                                 |
| cílio, pestana, celha                        | pestana                                                   |
| concreto                                     | betão                                                     |
| descarga                                     | autoclismo                                                |
| decolagem                                    | descolagem                                                |
| diretor (de cinema)                          | realizador                                                |
| dublagem                                     | dobragem                                                  |
| durex, fita adesiva                          | fita-cola, fita adesiva                                   |
| escanteio                                    | pontapé de canto                                          |
| esparadrapo, bandeide (band-aid)             | penso, penso-rápido                                       |
| estação de trem                              | gare, estação                                             |
| estrada de ferro, ferrovia                   | caminho de ferro, ferrovia                                |
| favela                                       | bairro de lata/favela (quando referência ao Brasil)       |
| fones de ouvido                              | auscultadores, auriculares, fones                         |
| freio, breque                                | travão, freio                                             |
| gol                                          | golo                                                      |
| gole                                         | golo                                                      |
| goleiro                                      | guarda-redes                                              |
| grama, relva                                 | relva                                                     |
| grampeador                                   | agrafador                                                 |
| guitarra                                     | guitarra elétrica                                         |
| isopor                                       | esferovite                                                |
| israelense, israelita                        | israelita                                                 |
| maiô                                         | fato de banho                                             |
| mamadeira                                    | biberão                                                   |
| metrô                                        | metro, metropolitano                                      |
| Moscou                                       | Moscovo                                                   |
| mouse                                        | rato                                                      |
| nadadeiras, pé-de-pato                       | barbatanas                                                |
| nitrogênio                                   | azoto, nitrogénio                                         |
| ônibus                                       | autocarro                                                 |
| Papai Noel                                   | Pai Natal                                                 |
| pebolim (ou totó)                            | matraquilhos                                              |
| perua, van                                   | carrinha                                                  |
| pinha, fruta-do-conde                        | anona                                                     |
| polonês, polaco                              | polaco                                                    |
| privada sanitária, vaso sanitário ou privada | retrete ou sanita                                         |
| salva-vidas ou guarda-vidas                  | salva-vidas ou nadador-salvador                           |
| sanduíche                                    | sandes ou sanduíche                                       |
| secretária eletrônica                        | atendedor de chamadas                                     |
| sorvete                                      | gelado                                                    |
| sunga ou calção de banho                     | calções de banho, calção de banho                         |
| tcheco, checo                                | checo                                                     |
| tela                                         | ecrã (TV) ou monitor (computador)                         |
| (telefone) celular                           | telemóvel                                                 |
| terno                                        | fato                                                      |
| tiro de meta                                 | pontapé de baliza                                         |
| torcida                                      | claque                                                    |
| trem                                         | comboio                                                   |
| violão                                       | guitarra                                                  |
| zagueiro                                     | defesa central                                            |

## Fonologia
Os fonemas usados no português do Brasil são, muitas vezes, diferentes dos usados no português europeu, ou seja, uma mesma palavra tem notação fonética diferente no Brasil da dos outros países lusófonos. Existem vários dialetos dentro do português brasileiro e o europeu, entretanto, dentro de cada padrão, esses dialetos compartilham as mesmas peculiaridades básicas do ponto de vista fonético. O português brasileiro utiliza 34 fonemas, sendo treze vogais, dezenove consoantes e duas semivogais.
|            | Fonema *  | Características fonéticas | Exemplos **                                              |
| ---------- | --------- | --- | -------------------------------------------------------- |
| Vogais     | /a/       | Aberta, central, oral, não arredondada. | átomo, arte.                                             |
| Vogais     | /ɐ/       | Semiaberta (dialetalmente semifechada possível no Rio de Janeiro), central, oral (possivelmente nasal quando na sílaba tônica antes de consoante nasal), não arredondada.                                                                                               | pano, ramo, lanho.                                       |
| Vogais     | /ɐ̃/       | Semiaberta, central, nasal, não arredondada. | antes, amplo, maçã, âmbito, ânsia.                       |
| Vogais     | /ɛ/       | Semiaberta, frontal, oral, não arredondada. | métrica, peça.                                           |
| Vogais     | /e/       | Semifechada, frontal, oral, não arredondada | medo, pêssego.                                           |
| Vogais     | /ẽ/       | Semifechada, frontal, nasal, não arredondada | sempre, êmbolo, centro, concêntrico, têm, também.**      |
| Vogais     | /ɔ/       | semiaberta (dialetalmente aberta possível no Rio de Janeiro), posterior, oral, arredondada | ótima, ova.                                              |
| Vogais     | /o/       | Semifechada, posterior, oral, arredondada | rolha, avô.                                              |
| Vogais     | /õ/       | Semifechada, posterior, nasal, arredondada. | ombro, ontem, cômputo, cônsul.                           |
| Vogais     | /i/       | Fechada, frontal, oral, não arredondada | item, silvícola.                                         |
| Vogais     | /ĩ/       | Fechada, frontal, nasal, não arredondada. | simples, símbolo, tinta, síncrono.                       |
| Vogais     | /u/       | Fechada, posterior, oral, arredondada | uva, útero.                                              |
| Vogais     | /ũ/       | Fechada, posterior, nasal, arredondada. | algum, plúmbeo, nunca, renúncia, muito.                  |
| Consoantes | /m/       | Nasal, sonora, bilabial | marca.                                                   |
| Consoantes | /n/       | Nasal, sonora, alveolar | nervo.                                                   |
| Consoantes | /ɲ/ ~ /ȷ̃/ | Nasal sonora palatal ou Aproximante palatal nasalizada (varia com o falante) | arranhado.                                               |
| Consoantes | /b/       | Oral, oclusiva, bilabial, sonora | barco.                                                   |
| Consoantes | /p/       | Oral, oclusiva, bilabial, surda | pato.                                                    |
| Consoantes | /d/       | Oral, oclusiva, linguodental, sonora | data.                                                    |
| Consoantes | /t/       | Oral, oclusiva, linguodental, surda | telha.                                                   |
| Consoantes | /g/       | Oral, oclusiva, velar, sonora | gato.                                                    |
| Consoantes | /k/       | Oral, oclusiva, velar, surda | carro, quanto.                                           |
| Consoantes | /v/       | Oral, fricativa, labiodental, sonora | vento.                                                   |
| Consoantes | /f/       | Oral, fricativa, labiodental, surda | farelo.                                                  |
| Consoantes | /z/       | Oral, fricativa, alveolar, sonora | zero, casa, exalar.                                      |
| Consoantes | /s/       | Oral, fricativa, alveolar, surda | seta, cebola, espesso, excesso, açúcar, auxílio, asceta. |
| Consoantes | /ʒ/       | Oral, fricativa, pós-alveolar, sonora | gelo, jarro.                                             |
| Consoantes | /ʃ/       | Oral, fricativa, pós-alveolar, surda | xarope, chuva.                                           |
| Consoantes | /ʁ/       | Oral, vibrante, sonora, uvular. Inúmeros alófonos pelo território nacional, costuma ter esta exata pronúncia apenas em Santa Catarina, no Paraná, no Rio de Janeiro, no Espírito Santo e na Zona da Mata Mineira como resultado da maior influência europeia na região. | rato, carroça.                                           |
| Consoantes | /ɾ/       | Oral, vibrante, sonora, alveolar | variação.                                                |
| Consoantes | /ʎ/       | Oral, lateral aproximante, sonora, palatal. Ausente no dialeto caipira e socioletos de baixo prestígio por todo o território nacional, possuindo como alófonos /j/ e /l/ em tais ambientes.                                                                             | cavalheiro.                                              |
| Consoantes | /l/       | Oral, lateral aproximante, sonora, alveolar | luz.                                                     |
| Semivogais | /j/ ~ /ȷ̃/ | Oral, palatal, sonora | uivo, mãe, área, têm, também, vivem.                     |
| Semivogais | /w/ ~ /w̃/ | Oral, velar, sonora. Uso como /ɫ/ vocalizado possui como alófono /ɻ/ no dialeto caipira e /ɫ/ em certos regionalismos do dialeto gaúcho, como o original do português europeu.                                                                                          | automático, móvel, pão, frequente, falam.                |

#### Comparação com português europeu
Alguns autores sugerem que o português do Brasil seguiu as características do português europeu do Centro-Sul. No entanto, dados históricos provam que a grande maioria dos imigrantes portugueses que se instalaram no Brasil durante não só o período colonial mas também no período pós-colonial eram oriundos das regiões Norte/Nordeste do país, o que sugere que o português do Brasil poderia ter uma grande influência dos dialetos setentrionais de Portugal.
Alguns aspectos conservadores e inovadores da fonética brasileira:

#### Aspectos conservadores
Na maior parte do Brasil, os -s e -z em final de palavra ou diante de consoante surda são realizados como [s] (como em "atrás" ou "uma vez") ou como [z] diante de consoante sonora ("desde"), em vez de [ʃ] e [ʒ] como em Portugal.
As vogais átonas permaneceram abertas, perpetuando "mais uma vez a pronúncia de Portugal antes das grandes mutações fonéticas do século XVIII".
Por outro lado, certas inovações fonéticas ocorridas no português europeu no século XIX foram ignoradas no Brasil: manteve-se a pronúncia [ej] em ditongos como do "ei" em "primeiro", versus a pronúncia [ɐj]; a pronúncia do "e" tônico como [e], versus [ɐ], em palavras como "espelho" ou "vejo".

#### Aspectos inovadores
Entre outros, assinalam-se os seguintes:
Desaparição da oposição entre timbre aberto e fechado nas vogais tônicas a, e e o seguidas de consoante nasal (ex: "vênia" vs. "vénia", "Antônio" vs. "António");
O mesmo fenômeno ocorre nas vogais das sílabas pretônicas (ex: o primeiro "a" de cadeira, pronunciado /a/ no Brasil e /ɐ/ em Portugal);
Vocalização do "l" velar, como em "animal", que em algumas regiões é pronunciado [ɐ̃niˈmaw].
Os fenômenos fonológicos do PB que não ocorreram no PE ora são apresentados pelos tupinólogos como provas da influência tupi, ora pelos africanistas como influência das línguas dos escravos. Alguns autores, porém, contestam a tese de que esse tipo de influência tenha sido determinante, preferindo interpretar tais mudanças fonéticas como "desenvolvimento ou a realização de tendências latentes, embrionárias ou incipientes na língua-tronco", porquanto tais fenômenos são encontrados em outras línguas neolatinas:
- ensurdecimento e queda do r final: ocorre também em francês, provençal, catalão, andaluz, etc.;
- ieísmo (e. g. *muier por mulher ou *trabaio por trabalho): no francês, em espanhol, no galego, em Portugal, em dialetos crioulos portugueses;
- redução de nd a n nos gerúndios (e. g. *andano em vez de andando): efetuou-se no catalão antigo, aragonês, italiano centro-meridional;
- alguns casos de epêntese (e. g., *fulô por flor ou *quelaro por claro): aparece na evolução do latim nas diversas línguas românicas;
- terminação verbal átona desnasalizada (e. g. *amaro por amaram): ocorre o mesmo em alguns falares do Norte de Portugal, como o do Baixo Minho;
- queda ou vocalização do l final (e. g. *finaw em vez de final): possível de ouvir também em algumas zonas do Alto Minho, no Norte de Portugal, e da Madeira, em Portugal Insular.

Nota: o asterisco (*) marca as palavras ortograficamente incorretas 

#### Nasalização
A nasalização é muito mais presente no português brasileiro que no europeu. Isso é especialmente perceptível em vogais antes de /n/ ou /m/ seguidos de vogal; no PB, são pronunciadas com tanta nasalização quanto as vogais foneticamente nasalizadas, enquanto no PE quase não têm nasalização. Pelo mesmo motivo, vogais abertas (que não ocorrem em nasalização no português em geral) não ocorrem antes de /n/ ou /m/ no PB, mas ocorrem no PE. Isso pode afetar a escrita das palavras, sendo a explicação para a maior parte das duplas grafias permitidas pelo Acordo Ortográfico, como harmónico [ɐɾˈmɔniku] e harmônico [aɦˈmõniku]. Um outro caso é a distinção que o PE faz entre falamos [fɐˈlɐmuʃ] e falámos [fɐˈlamuʃ], enquanto os brasileiros pronunciam os dois tempos verbais como [faˈlɐ̃mus].
De acordo com muitos historiadores, entre eles os célebres Teodoro Sampaio, Mário de Andrade e Roquette-Pinto, a nasalação da maior parte dos falares brasileiros é uma herança tipicamente indígena. Que as línguas autóctones desta parte das Américas, especialmente o tupi, eram muito nasais, é indiscutível.
No livro Aspectos da música brasileira, de Mário de Andrade, há a seguinte citação de Teodoro Sampaio:
(...) O vício da nasalação, herdado do índio, leva ainda hoje o brasileiro a fazer nasais sons que em vocábulos portugueses absolutamente não o são brasileira é um vício que os índios exclusivamente nos herdaram.
Uma exceção importante é a maior cidade do país, São Paulo, onde, supostamente pela influência da forte imigração italiana, a nasalização de vogais tônicas antes de consoante nasal não ocorre. Dessa forma, a palavra homens é pronunciada em São Paulo com um /o/ oral, não nasal, ao invés do /õ/ nasal ouvido em grande parte do Brasil. Isso é tornado especialmente relevante pela condição de São Paulo como grande centro da mídia brasileira, sede das principais emissoras de televisão (à exceção da Rede Globo), o que faz com que essa pronúncia não nasal seja ouvida em boa parte da programação nacional de televisão e rádio.
Um fenômeno relacionado ao já descrito é uma divergência de pronúncia da consoante representada por nh. No PE, a pronúncia é sempre [ɲ], mas, em boa parte do Brasil, é realizada como a semivogal nasalizada [j̃]. Exemplo: manhãzinha [mɐ̃j̃ɐ̃zĩj̃ɐ].

#### Redução de vogais
A redução de vogais é uma característica fonética notável da língua portuguesa, mas sua intensidade e frequência são variáveis entre a variante europeia e a brasileira.
De forma geral, os brasileiros pronunciam as vogais de forma mais aberta que os portugueses, mesmo quando estão reduzindo-as. Nas sílabas seguintes à tônica, o PB geralmente pronuncia o O como [u], o A como [ɐ] e o E como [i]. Alguns dialetos do PB seguem esse padrão também nas vogais anteriores à sílaba tônica.
Em contraste, o PE pronuncia o A átono principalmente como [ɐ], elide (não pronuncia) algumas vogais átonas ou as reduz a uma vogal [ɨ] (um som que não existe no português do Brasil). Por exemplo, a palavra setembro é [seˈtẽbɾu]/[sɛˈtẽbɾʊ] no Brasil mas [s(ɨ)ˈtẽbɾu] em Portugal.
A principal diferença entre os dialetos internos do Brasil é a presença frequente ou não de vogais abertas em sílabas átonas. Em geral, os dialetos do Sul-Sudeste sempre pronunciam E e O átonos como [e] e [o], isso quando não são reduzidos a [i] e [u]. Nesse caso a pronúncia pode variar de palavra para palavra ou até de falante para falante. Em contraste, nos sotaques do Norte e Nordeste há muitas regras complexas, ainda não muito estudadas, que determinam a pronúncia aberta de E e O em posição átona em muitas palavras. Exemplo: “rebolar”, que se fala [heboˈla] no Sudeste e [hɛbɔˈla] no Nordeste.
Uma outra diferença perceptível, mesmo que pequena, entre os dialetos é a frequência de nasalização das vogais antes de M e N. No Norte-Nordeste, são nasalizadas quase sempre, enquanto no Sul-Sudeste podem permanecer não nasalizadas se forem átonas. Um exemplo famoso é a pronúncia de banana. No Nordeste se fala [bɐ̃ˈnɐ̃nɐ], enquanto no Sul a pronúncia é [baˈnɐ̃nɐ].

#### Palatalização de /di/ e /ti/
Uma das tendências mais notáveis do PB moderno é a palatalização de /d/ e /t/ na maioria das regiões; esses sons são pronunciados como [dʒ] e [tʃ] (ou [dᶾ] e [tᶴ]), respectivamente, antes de /i/. A palavra presidente, por exemplo, se fala [pɾeziˈdẽtᶴi] nas regiões brasileiras em que esse fenómeno ocorre, mas [pɾɨziˈdẽt(ɨ)] em Portugal.
Essa pronúncia deve ter começado no Rio de Janeiro e ainda é frequentemente associada a essa cidade, mas atualmente é a norma em muitos outros estados e grandes cidades, como Belo Horizonte e Salvador. Recentemente, foi difundida para algumas regiões do estado de São Paulo (talvez pela imigração), onde é comum para a maioria dos falantes abaixo de 40 anos, em média. Sempre foi a norma na comunidade japonesa do Brasil, por ser também uma característica da língua japonesa. As regiões que ainda preservam o [ti] e o [di] não palatalizados se localizam principalmente no Nordeste e no Sul do país, por conta da influência maior do português europeu (no Nordeste) e do italiano e do espanhol (no caso do Sul).

#### Epêntese em encontros consonantais
O PB tende a desfazer encontros consonantais em que a primeira consoante não seja /r/, /l/, ou /s/ por meio da inserção da vogal epentética /i/, que também pode ser caracterizada, em certos contextos, como um xevá.
Esse fenómeno acontece predominantemente em posição pretónica e com os encontros consonantais ks, ps, bj, dj, dv, kt, bt, ft, mn, tm e dm, isto é, encontros consonantais que não são comuns em português. Exemplo: "opção": [ɔpˈsɐ̃ʊ̃] > [ɔpiˈsɐ̃ʊ̃]).
No entanto, algumas regiões brasileiras (como Minas Gerais e partes do Nordeste) apresentam uma tendência oposta, de reduzir a vogal átona [i] em uma vogal muito fraca, o que faz com que partes ou destratar sejam frequentemente realizados como [pahts] e [dstɾaˈta]. Esse fenómeno pode ocorrer ainda mais intensamente em vogais átonas pós-tónicas (exceto as finais), causando a redução da palavra e a criação de encontros consonantais: prática > prát'ca; máquina > maq'na; abóbora > abobra; cócega > cosca).

#### Supressão do R e vocalização do L
Na maioria das regiões do Brasil, [ʀ] (o som do dígrafo RR) é enfraquecido a [χ] ou [h], e o som representado pela letra R em fim de sílaba (qualquer que seja esse som no dialeto em questão), quando está no fim de verbos, costuma ser suprimido em contextos não formais. Assim, matar e correr são normalmente pronunciados como [maˈta] e [koˈhe]. Isto também é visto em PE, mas com menos frequência.
Paralelamente, o som /l/ em fim de sílaba é pronunciado como [u̯] em quase todos os dialetos do país. Esses fenômenos, combinados com o fato de que /n/ e /m/ não ocorrem em fim de sílaba em português (sendo substituídos pela nasalização da vogal anterior), fazem com que o PB tenha uma fonologia que favorece fortemente sílabas abertas. Na quase totalidade do Brasil, a letra 'r' possui fonologia de [h], como exemplo a palavra "porta" fica pronunciada ['pohta]. Os únicos locais em que isso não ocorre é em São Paulo, Paraná, Santa Catarina e Rio Grande do Sul, talvez por conta da grande imigração portuguesa, italiana, alemã e eslava.

## Dialetos do português brasileiro

Dialetos do português brasileiro 1 - Caipira
2 - Costa norte
3 - Baiano
4 - Fluminense
5 - Gaúcho
6 - Mineiro
7 - Nordestino
8 - Nortista
9 - Paulistano
10 - Sertanejo
11 - Sulista
12 - Florianopolitano
13 - Carioca
14 - Brasiliense
15 - Serra amazônica
16 - Recifense
17 - Amazônico Ocidental

A fala popular brasileira apresenta uma relativa unidade, apesar das dimensões continentais do Brasil. A comparação das variedades dialetais do português brasileiro com as do português europeu leva à conclusão de que aquelas representam em conjunto um sincretismo destas, já que quase todos os traços regionais ou do português padrão europeu que não aparecem na língua culta brasileira são encontrados em algum dialeto do Brasil.
Há pouca precisão na divisão dialetal brasileira. Alguns dialetos, como o dialeto caipira, já foram estudados, estabelecidos e reconhecidos por linguistas tais como Amadeu Amaral. Contudo, há poucos estudos a respeito da maioria dos demais dialetos, e atualmente aceita-se a classificação proposta pelo filólogo Antenor Nascentes. Em entrevista ao jornal da UNICAMP, o linguista Ataliba Teixeira de Castilho diz que o padrão do português paulista espalhou-se pelo Brasil. "Se você olhar mapas que retratem os movimentos das bandeiras, das entradas e dos tropeiros, verá que os paulistas tomaram várias direções, para Minas e Goiás, para o Mato Grosso, para os estados do sul. Tudo isso integrava a Capitania de São Paulo. Na direção do Vale do Paraíba, eles levaram o português paulista até Macaé, no estado do Rio de Janeiro. Era paulista a língua que se falava no Rio de Janeiro. Isso mudou em 1808, quando a população do Rio era de 14 mil habitantes e D. João VI chegou com sua Corte, cerca de 16 mil portugueses. Não eram portugueses quaisquer. Eram portugueses da Corte. Seu prestígio fez com que imediatamente a língua local fosse alterada.
A primeira célula mais marcante do português brasileiro surgiu em Minas Gerais com a exploração de pedras preciosas, quando bandeirantes paulistas, escravos, índios e europeus criaram um jeito de pronunciar que se espalhou pelo país através do comércio e outras formas. Os principais dialetos do português brasileiro são:
| Baiano                                         | Predominantemente na Bahia, mas utilizado em regiões de Sergipe e de Minas Gerais. Possui duas variantes principais, que são a soteropolitana-litorânea (mais ao leste, norte e oeste) e a catingueira (mais ao centro e sul) |
| Brasiliense                                    | Brasília e em sua área metropolitana, Candango. |
| Caipira                                        | Interior de São Paulo, sul de Goiás, o extremo norte do Paraná, parte do Mato Grosso e Mato Grosso do Sul, sul de Minas Gerais e Triângulo Mineiro. |
| Costa Norte ou cearensês                       | Basicamente no Ceará, no Piauí e em partes do Maranhão. |
| Carioca                                        | Rio de Janeiro e sua região metropolitana. |
| Florianopolitano ou manezês                    | Dialeto, derivado do sulista e do gaúcho e com características do dialeto açoriano, utilizado na Região Metropolitana de Florianópolis e em regiões do litoral catarinense. |
| Fluminense ou sudestino (ouvir)                | Principalmente no Espírito Santo, na região serrana e no norte do estado do Rio de Janeiro, com falantes no sudeste de Minas Gerais. |
| Gaúcho ou guasca                               | Rio Grande do Sul, contudo falado em regiões de Santa Catarina. |
| Mineiro ou montanhês                           | Principalmente nas regiões central e leste de Minas Gerais. |
| Neutro                                         | Geralmente usado nos meios de comunicação em massa pelos seus profissionais, mas também usado em algumas regiões urbanas brasileiras e em cursos de português para estrangeiros. |
| Nordestino (ouvir)                             | Interiores da Região Nordeste do Brasil, como em Pernambuco, Alagoas, Paraíba, Rio Grande do Norte, parte de Sergipe, parte do Piauí, parte do Maranhão, sul do Ceará e norte da Bahia. Possui diferenças linguísticas - subdialetos, sendo os três principais: litorâneo, ou oriental, se estendendo desde Aracaju até Natal; do interior, falado nas regiões do agreste e da caatinga; e dos cocais (ocidental), falado em partes do Piauí e do Maranhão. |
| Nortista                                       | Bacia do rio Amazonas (excetuando-se somente a região do arco do desflorestamento). Considera-se que tenha até seis subdialetos: o cametaês, utilizado na região de Cametá e em algumas regiões da Ilha do Marajó; o bragantinês, falado na região de Bragança; o metropolitano amazônico, falado nas capitais Belém e Manaus; e as três zonas de contato fronteiriço oiapoquês, roraimês e acreanês. |
| Amazônico Ocidental                            | Região amazônica ocidental extrema, nomeadamente: Sudoeste Amazonense, incluindo a região de Boca do Acre e em todo o Estado do Acre, que compartilham aspectos históricos-culturais importantes, como, uma vez pertencendo a Confederação Peru-Boliviana, o Primeiro Ciclo da Borracha e o Fuso Horário do Acre, sociologicamente, é considerada uma região homogênea. Diferindo do dialeto nortista tradicional, no qual a realização fonética do "s" sempre há som de ch, na Amazônia Ocidental, somente haverá o som de ch cuja palavras o "s" se encontre no meio da palavra, como exemplos; costa, festa ou destino, assim como aquela observada no dialeto da costa norte. Dentro do Interior do Brasil, é uma das poucas áreas onde a realização fonética do "r" se assemelha àquela observada no dialeto carioca (aberta), outros exemplos interioranos consoantes onde se observa este fenômeno: dialeto brasiliense e dialeto belo-horizontino. |
| Paulistano                                     | Basicamente na Macrometrópole de São Paulo (com exceção dos municípios falantes do dialeto caipira). |
| Recifense ou mateiro                           | Região Metropolitana do Recife, e em áreas próximas. |
| Serra amazônica ou do arco do desflorestamento | Sul e leste da região Amazônica (nas regiões montanhosas, por isso Serra Amazônica): centro e sul de Rondônia, norte de Mato Grosso, oeste, centro e norte do Tocantins, sudoeste do Maranhão e sudeste do Pará. São marcantes as diferenças entre o dialeto desta região e o da bacia amazônica. |
| Sertanejo                                      | Goiás, sul de Mato Grosso, em parte do Tocantins, e em parte do Mato Grosso do Sul. |
| Sulista                                        | Paraná, com exceção da região norte, praticamente todo o estado de Santa Catarina e no sul do estado de São Paulo. |

Diversos linguistas têm estudado os vários dialetos do português brasileiro e verificam que os dialetos individuais se podem agrupar em grupos maiores e estes, por sua vez, em dois grandes grupos - o do norte e o do sul. Na Nova Gramática do Português Contemporâneo (1996) Celso Cunha e Lindley Cintra citam Antenor Nascentes sobre este assunto:
"De acordo com Antenor Nascentes é possível distinguir dois grupos de dialectos brasileiros – o do Norte e o do Sul -, tendo em conta dois traços fundamentais:
a) abertura das vogais pretônicas, nos dialectos do Norte, em palavras que não sejam diminutivos nem advérbios em mente: pègar por pegar, còrrer por correr; 
b) o que ele chama um tanto impressionisticamente «cadência» da fala: fala «cantada» no Norte, fala «descansada» no Sul.
A fronteira entre os dois grupos de dialectos passa por «uma zona que ocupa uma posição mais ou menos equidistante dos extremos setentrional e meridional do país. Esta zona se estende, mais ou menos, da foz do rio Mucuri, entre Espírito Santo e Bahia, até à cidade de Mato Grosso, no Estado do mesmo nome.»"
Assim, de acordo com as suas características (maior ou menor semelhança entre eles), os dialetos do português brasileiro acima mencionados podem ser agrupados do seguinte modo:
Grupos de dialetos
- Norte
  - Nortista/Amazônico Ocidental (inclui as cidades de Belém, Manaus e Macapá/Rio Branco e Boa Vista)
  - Baiano (inclui as cidades de Salvador, Aracaju, Vitória da Conquista e Barreiras)
  - Nordestino (inclui as cidades de Natal, Maceió, São Luís, Petrolina/Juazeiro e Oeiras)
    - Costa norte/Cearense (inclui as cidades de Fortaleza, Teresina, Mossoró e Caxias)
    - Recifense (Recife e arredores)
- Sul
  - Fluminense Lato (inclui as cidades de Campos, Vitória, Juiz de Fora)
    - Carioca (Rio de Janeiro e arredores)

  - Mineiro/Montanhês (inclui as cidades de Belo Horizonte, Ouro Preto, Ipatinga, Barbacena)
  - Sulista Lato
    - Paulista Lato
      - Paulistano/Paulista Próprio (inclui São Paulo, Santos e arredores)
      - Caipira (inclui as cidade de Campinas, Ribeirão Preto, Uberlândia, Catalão e Goiânia)
        - Sertanejo (inclui as cidades de Campo Grande, Cuiabá, Jataí, Barra do Garças e Niquelândia)

    - Sulista Estrito (inclui as cidades de Curitiba, Foz do Iguaçu, Joinville e Chapecó)
      - Florianopolitano/Manezês (Florianópolis, Ilha de Santa Catarina)

    - Gaúcho (inclui as cidades de Porto Alegre, Santa Maria e Uruguaiana)
- Dialetos Híbridos
  - Brasiliense (inclui Brasília e arredores)
    - Neutro (dialeto criado após o surgimento das transmissões televisivas em rede via satélite, não é característico de alguma região e por conta disso é usado como padrão para os meios de comunicação em massa)[48][59]

  - Serra amazônica[54]/Arco do desflorestamento (inclui Palmas, Porto Velho, Marabá, Sinop, Araguaína, Ji-Paraná e Imperatriz)

#### Dialeto padrão

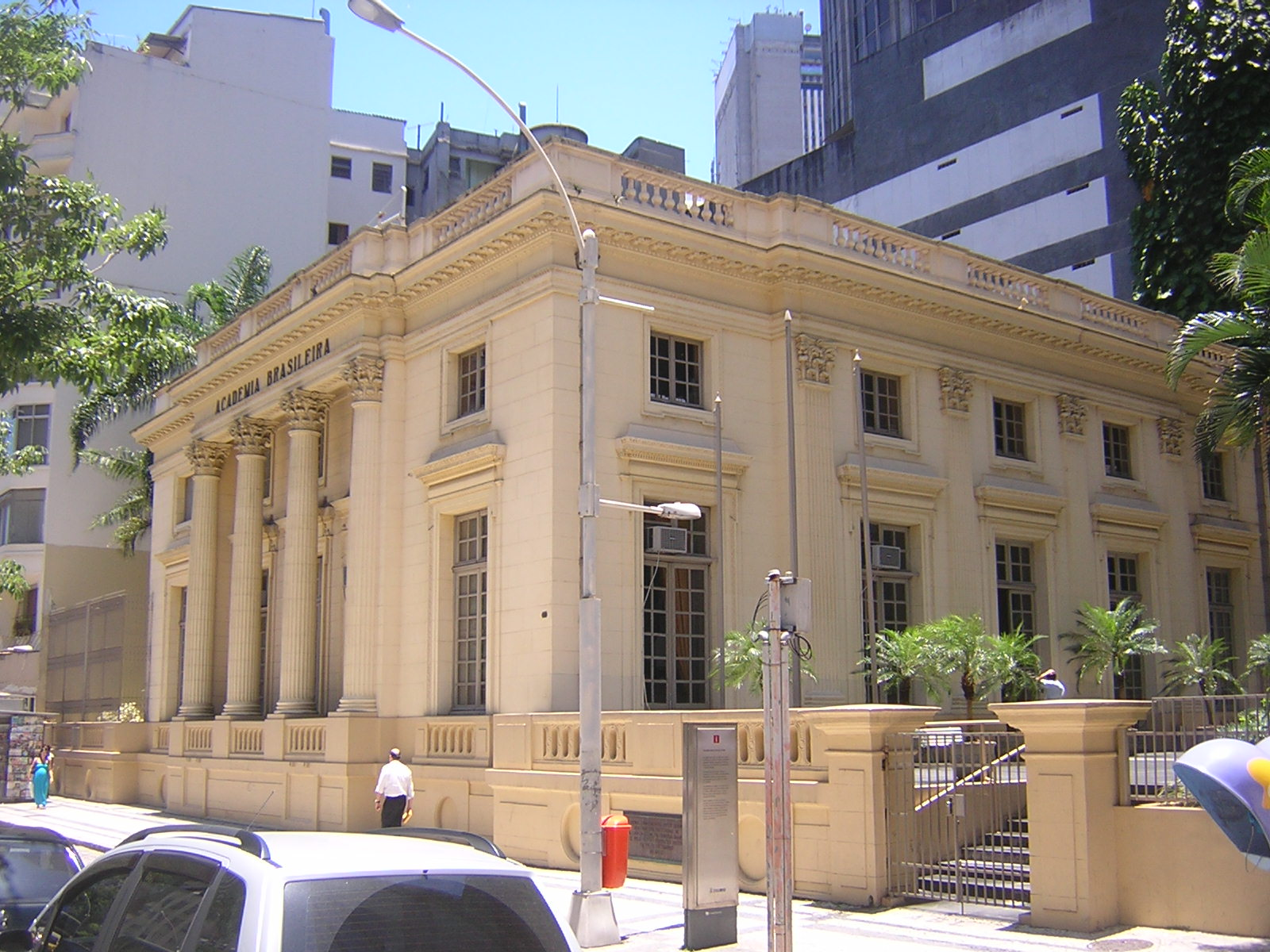
A sede da Academia Brasileira de Letras no Rio de Janeiro.

Os dialetos das cidades de São Paulo e Rio de Janeiro são os que têm maior exposição nacional, devido à condição de centro econômico e midiático das duas cidades. O dialeto paulistano é apontado como o mais prestigioso entre os brasileiros, enquanto que o dialeto do Rio de Janeiro é apontado com maior frequência como possível dialeto padrão brasileiro. Desde a década de 1960, o dialeto usado como padrão na mídia é definido como sendo neutro, por carregar elementos comuns à maioria dos sotaques do Brasil.

## Ortografia
Desde 1945, existiam duas normas ortográficas para o português: uma em vigor no Brasil e outra nos restantes países lusófonos. A maior parte das diferenças diz respeito às consoantes "mudas", que haviam sido eliminadas da escrita no Brasil. Por exemplo, as palavras ação e atual, que em Portugal eram grafadas acção e actual, mas ditas como no PB.
| Português europeu antes do Acordo Ortográfico de 1990 | Português brasileiro antes e depois do Acordo Ortográfico de 1990 |
| ----------------------------------------------------- | ----------------------------------------------------------------- |
| acção                                                 | ação                                                              |
| baptismo                                              | batismo                                                           |
| contacto                                              | contato ou contacto (menos usado)                                 |
| contactar                                             | contatar ou contactar (ainda comum em Norte e Nordeste)           |
| direcção                                              | direção                                                           |
| eléctrico                                             | elétrico                                                          |
| facto                                                 | fato ou facto (usado apenas como formalismo)                      |
| óptimo                                                | ótimo                                                             |

Com a implementação do Acordo Ortográfico de 1990, aprovado pela Assembleia da República portuguesa e assinado pelo Presidente da República a 21 de julho de 2008, a maioria das consoantes mudas foram também eliminadas da ortografia oficial do português europeu, restando apenas um número pequeno de palavras que admitem ortografia dupla, geralmente quando a consoante é muda no português europeu, mas pronunciada no português brasileiro (por exemplo, em recepção), ou vice-versa (por exemplo, em facto).

#### O trema
Até a entrada em vigor do Acordo Ortográfico de 1990, em janeiro de 2009, o trema era usado no português brasileiro para assinalar que a letra u nas combinações que, qui, gue e gui, normalmente muda, deve ser pronunciada. Exemplos: sangüíneo (pronuncia-se /sãˈgwinju/) e conseqüência (pronuncia-se /kõseˈkwẽsja/).
Com a entrada em vigor no novo Acordo Ortográfico da Língua Portuguesa a partir de 1º de janeiro de 2009 o trema deixou de ser usado, a não ser em nomes próprios e seus derivados. Palavras como lingüiça, seqüestro, tranqüilo deixam de ter trema. No entanto, o acento continua a ser usado em palavras estrangeiras e seus derivados: Müller, mülleriano e Bündchen são exemplos.
Até 2012 no Brasil e até 2014 em Portugal, vigorou um período de adaptação, durante o qual tanto a antiga ortografia do Formulário Ortográfico de 1943 e da Reforma Ortográfica de 1911 respectivamente, como a nova do Acordo Ortográfico de 1990 foram oficialmente aceitas como válidas.
A ortografia do português europeu já não utilizava o trema, reservando-o para palavras derivadas de nomes estrangeiros, como mülleriano (do antropônimo Müller).
| Acordo Ortográfico de 1990 | Formulário Ortográfico de 1943 |
| -------------------------- | ------------------------------ |
| linguiça                   | lingüiça                       |
| sequência                  | seqüência                      |
| frequência                 | freqüência                     |
| quinquênio                 | qüinqüênio                     |
| pinguim                    | pingüim                        |
| bilíngue                   | bilíngüe                       |
| trilíngue                  | trilíngüe                      |
| quinquelíngue              | qüinqüelíngüe                  |
| sequestro                  | seqüestro                      |

#### Acentuação gráfica
Devido à diferença de pronúncia entre o português falado no Brasil e o falado em Portugal, as proparoxítonas que no Brasil recebem acento circunflexo, por terem a vogal tônica fechada, em Portugal recebem acento agudo, por terem a vogal tônica aberta. Observe:
| Português europeu | Português brasileiro |
| ----------------- | -------------------- |
| cómodo            | cômodo               |
| fenómeno          | fenômeno             |
| tónico            | tônico               |
| génio             | gênio                |

Note-se que existem exceções à esta regra, com palavras proparoxítonas a receberem acento circunflexo em ambas as normas: fêmea, estômago, etc. (Em algumas variantes de português europeu, particularmente no Norte de Portugal, a pronúncia de fato é fémea e estómago, apesar da grafia.). A grafia dupla, entretanto, é permitida, embora não recomendada para ocasiões em que se deve seguir aquela ou esta norma do país em questão (como em concurso públicos) 
Na língua portuguesa, todas as palavras possuem uma sílaba tônica: a que recebe a maior inflexão de voz. Nem todas, porém, são marcadas pelo acento gráfico. As sílabas são subdivididas em tônicas, subtônicas e átonas.

## Acento fonético
De acordo com as teorias tradicionais, o acento no português é abordado nos seguintes aspectos.

#### Sílaba tônica
A sílaba tônica é a mais forte da palavra. Só existe uma sílaba tônica em cada palavra.
- O guaraná - A sílaba tônica é a última (ná). A palavra é, portanto, oxítona.
- O táxi - A sílaba tônica é a penúltima (tá). A palavra é, portanto, paroxítona.
- A própolis - A sílaba tônica é a antepenúltima (pró). A palavra é, portanto, proparoxítona.

A sílaba tônica sempre se encontra em uma destas três sílabas: na última (a palavra é oxítona), na penúltima (paroxítona) ou na antepenúltima (proparoxítona).

#### Sílaba subtônica
A sílaba subtônica só existe em palavras derivadas, que são as que provêm de outra palavra. Coincide com a tônica da palavra primitiva, ou seja, a sílaba tônica da palavra primitiva se transforma em subtônica da derivada.
- Guaranazinho - A sílaba tônica é zi, e a subtônica, na, pois era a tônica da primitiva (guaraná).
- Taxímetro - A sílaba tônica é xí, é a subtônica, ta, pois era a tônica da primitiva (táxi).
- Propolina - A sílaba tônica é li, e a subtônica, pro, pois era a tônica da primitiva (própolis).

#### Sílabas átonas
Todas as outras sílabas são denominadas de átonas.

#### Teoria moderna do acento
Já as teorias modernas têm uma visão mais abrangente no que tange à questão do acento. De acordo com a teoria do acento, as palavras são divididas em pés, nos quais há um elemento preponderante, que recebe o nome de cabeça. Por exemplo, a palavra parafuso se divide em dois pés: (pa.ra)(fu.so). Cada pé possui seu cabeça, no caso, o cabeça do primeiro pé é PA e o do segundo, FU. Entretanto, o cabeça do segundo pé possui maior intensidade que o do primeiro, sendo o pico de intensidade da palavra. Assim, em vez da ideia de sílabas tônicas e subtônicas, temos a noção de acento primário (fu) e acento secundário (pa).
Um outro aspecto considerado são os tipos de pés, como seguem:
- Troqueu silábico - É um pé de duas sílabas, com o cabeça à esquerda. É o caso da língua portuguesa e bem representado em (pa.ra)(fu.so). O troqueu silábico é sensível à intensidade.
- Troqueu moraico - É um pé de duas moras, com o cabeça à esquerda. A mora é uma unidade de duração da sílaba. Por exemplo, uma sílaba curta como pé possui uma mora, enquanto uma sílaba longa como "feet" (pés, em inglês) possui duas moras. Feet é um exemplo de troqueu moraico. O troqueu moraico é sensível ao peso (sílabas com mais de uma mora são chamadas sílabas pesadas e aquelas que têm apenas uma mora, sílabas leves).
- Iambo - Todo iambo é sensível ao peso. É composto ou por duas sílabas leves ou uma sílaba leve e uma pesada. A proeminência, diferente do troqueu, recai sobre o elemento da direita. Exemplo de língua iâmbica é o francês, como, por exemplo, na palavra analogie, que pode ser dividida nos pés (a.na)(lo.gie), sendo os elementos proeminentes NA e GIE, este último o mais proeminente da palavra.

Esta teoria contraria a teoria tradicional em alguns aspectos. Um deles está citado anteriormente sobre a sílaba subtônica. Retomando o exemplo de guaraná - guaranazinho, que, na teoria tradicional tem "na" como sílaba subtônica e "zi" como tônica. Já a teoria do acento afirma que não pode haver choque de acentos. Ou seja, o acento secundário nunca é vizinho do acento primário. Isto foi constatado também em estudos da fonética acústica. Se separarmos os pés troqueus, como é o caso do português, teremos dois pés bem formados e um pé degenerado (pé que não segue a formação esperada): (gua)(ra.na)(zi.nho). Pela estrutura acentual do português, a sílaba proeminente em (ra.na) será RA e em (zi.nho), ZI. Assim, temos, como acento secundário da palavra guaranazinho, a sílaba RA e, como acento primário, a sílaba ZI.

## Gramática

#### Afirmação e negação
Em respostas a perguntas, o português brasileiro, em alguns contextos, pode usar a repetição de um verbo presente na pergunta no lugar do afirmativo "sim".[carece de fontes?]
 — Cê foi na Prefeitura?
 — Fui.
É comum se incluir a forma verbal "não é" (ou sua contração "né") no fim de perguntas, com função de ênfase. Por isso é comum responder a perguntas do tipo dizendo-se simplesmente "É". Isso revela uma tendência no português brasileiro de responder não a uma pergunta literal, mas ao que o interlocutor quis saber pela pergunta. No português brasileiro, é registrado o uso do termo "sim" para afirmar uma preposição ou responder a uma pergunta.
É comum no Brasil o hábito de fazer negação dupla com "não" no início e no fim da frase, como em "Não é, não". Em algumas regiões, o primeiro "não" desse par, átono, é pronunciado como num [nũ]. É também comum que se omita o primeiro "não", o que resulta numa ordem de palavras para negação inversa à prevalente em Portugal. Exemplo: "Vou, não".

#### Dícticos
No português europeu, os pronomes demonstrativos têm três formas, correspondentes ao grau de proximidade do falante (isto/isso/aquilo, este/esse/aquele). No português brasileiro, os pares "isto" e "isso" e "este" e "esse" são com frequência usados indiferentemente à norma coloquial (na culta, a regra é a mesma). Na forma falada, fundiram-se na segunda forma. Talvez para desfazer a ambiguidade gerada por essa fusão, é comum que o pronome demonstrativo venha acompanhado de um advérbio que indique a proximidade (esse aqui/esse aí, substituindo este/esse).

#### Artigo definido antes do possessivo
Em todas as variantes do português, é facultativo o uso de artigo definido antes de pronome possessivo: o meu filho e meu filho são ambos corretos. No entanto, é dito que no Brasil, em comparação a Portugal, há uma preferência maior pela ausência do artigo.

#### "Você" e "tu"

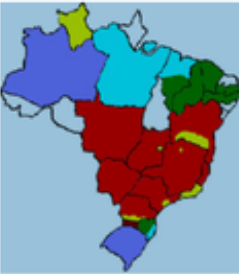
Mapa dialetal de Scherre:

Em algumas regiões do Brasil, o pronome de tratamento você ganhou estatuto de pronome pessoal, e nessas áreas houve uma quase extinção do uso do tu e do vós. O você em Portugal é uma forma de tratamento semiformal; já no Brasil é a forma mais comum de se dirigir a qualquer pessoa. Há também os termos "o senhor" e "a senhora" que podem empregar um papel de segunda pessoa do singular no contexto da variedade, porém eles são mais formais do que os termos "você" e "tu".
Os pronomes você e vocês requerem formas verbais de terceira pessoa, o que reduz o número de flexões do verbo em relação aos pronomes. Quanto menor é o número de flexões que o verbo faz em relação aos pronomes, mais necessário se faz o preenchimento do sujeito pronominal, para se ter maior precisão. Isso torna o português brasileiro mais parecido com as línguas de pronome pessoal obrigatório como o francês, o alemão e o inglês. Além disso, o uso do "você" torna ambíguo o pronome "seu", que pode se referir tanto à terceira pessoa como à segunda. Para desfazer a ambiguidade, intensificou-se o uso da contração "dele". Na linguagem falada informal, o pronome "seu" é usado unicamente para a segunda pessoa.[carece de fontes?]
- Apesar do pouco uso do pronome reto "tu" no português falado na maior parte do Brasil, o seu correspondente pronome oblíquo te ainda é amplamente utilizado no português brasileiro, frequentemente em combinação com formas pronominais e verbais de terceira pessoa. Apesar de dominante mesmo entre falantes escolarizados, o uso de te com você é condenado pelas gramáticas normativas usadas nas escolas brasileiras e é evitado na linguagem formal escrita.[70]
- Na linguagem informal, mesmo nas regiões que usam o pronome você, o modo imperativo do verbo concorda com o pronome "tu" ("Anda", em lugar de "Ande", mas "Não anda" em vez de "Não andes"). É interessante notar que, no caso dos verbos ser e estar, os imperativos de segunda pessoa sê e está nunca são usados pelos brasileiros; as formas de terceira pessoa seja e esteja são usadas em substituição.
- O pronome possessivo teu também é ocasionalmente usado no português brasileiro para referir-se à segunda pessoa, embora seja muito menos comum do que o oblíquo te

- O tu é amplamente utilizado nas regiões Norte, Nordeste (excluindo Bahia e Sergipe), Sul e no Rio de Janeiro, mas conjugado frequentemente na 3ª pessoa do singular: Tu fala, tu foi, tu é, excetuando-se as formas em que a sílaba tônica é a última, como tu 'tás. Em algumas regiões do Sul (sul, sudoeste e oeste do Paraná, Rio Grande do Sul e Santa Catarina) e do Norte (Pará), o uso do tu na forma culta (conjugado na 2ª pessoa do singular) é até bem mais usado que o você.
- Na maior parte da região Sul, do Norte e do Nordeste (excluindo a Bahia), o tratamento por tu é mais comum, usando-se os pronomes pessoais oblíquos de forma mais consistente (p.ex. para ti, com o mesmo significado que teria para você).
- Em parte da Região Sul (especialmente em Santa Catarina) e do Nordeste, muitas vezes conjuga-se o pronome pessoal tu com o que aparentemente seria a mesma forma utilizada na 3ª pessoa do singular do pretérito imperfeito do subjuntivo para referir-se ao pretérito perfeito do indicativo. Ex: "Tu fizesse isso?", "tu comesse no bar ontem?". Na verdade, isto é a contração da forma da segunda pessoa do pretérito perfeito do indicativo: fizeste → fizes'e; comeste → comes'e, em que o "t" desaparece mas não se altera o som precedente de /s/.

| Uso dos pronomes pessoais e formas de tratamento | Uso dos pronomes pessoais e formas de tratamento | Uso dos pronomes pessoais e formas de tratamento | Uso dos pronomes pessoais e formas de tratamento |
| ------------------------------------------------ | ------------------------------------------------ | ------------------------------------------------ | --- |
| 1.ª pess. sin.                                   | Eu                                               | falo                                             | |
| 2.ª pess. sin.                                   | Tu                                               | falas                                            | Brasil: informal em algumas regiões; nas outras, restrito a serviço religioso e arcaísmo histórico Portugal: informal |
| 3.ª pess. sin.                                   | Ele/Ela Você O senhor/A senhora A gente          | fala                                             | Você no Brasil: informal e semiformal (por exemplo, no trato com um desconhecido); aparece também nas formas cê e ocê, mesmo em situações semiformais Você em Portugal e algumas regiões brasileiras: semiformal O senhor/A senhora: sempre formal A gente: sempre informal |
| 1.ª pess. pl.                                    | Nós                                              | falamos                                          | |
| 2.ª pess. pl.                                    | Vós                                              | falais                                           | Brasil: usa-se somente em formalidades, serviço religioso e arcaísmo histórico. Portugal: usa-se (pouco) nos dialetos setentrionais e galegos (também se usa muito formalmente, como no Brasil)                                                                             |
| 3.ª pess. pl.                                    | Eles/Elas Vocês Os senhores/As senhoras          | falam                                            | Vocês: usado como plural tanto de "você" como de "tu", em todo o espaço geográfico do português Os senhores/As senhoras: sempre formal |

##### Conjugação do pronome em segunda pessoa singular em português padrão e brasileiro[71][72][73]
|                       | você (padrão)        | você (coloquial)   | tu (padrão)           | tu (coloquial geral) | tu (coloquial sulista)  |
| --------------------- | -------------------- | ------------------ | --------------------- | -------------------- | ----------------------- |
| Presente indicativo   | fala                 | fala               | falas                 | fala                 | fala                    |
| Perfeito indicativo   | falou                | falou              | falaste               | falou                | falaste, falasse, falou |
| Imperfeito subjuntivo | falasse              | falasse            | falasses              | falasse              | falasse                 |
| Imperativo positivo   | fale                 | fala, fale         | fala                  | fala, fale           | fala, fale              |
| Imperativo negativo   | não fale             | não fale, não fala | não fales             | não fale, não fala   | não fale, não fala      |
| Reflexivo             | parece-se/ se parece | se parece          | pareces-te/te pareces | se parece, te parece | se parece, te parece    |

#### Cê e ocê
Quando o pronome você substituiu o tu no português brasileiro, sendo usado em situações informais, passou a ser usado com muito mais frequência do que era antes. Isso acelerou seu processo histórico de redução (a partir de vossa mercê), dando origem às formas ocê e cê. Em Portugal, onde você continuou a coexistir com tu, esse pronome de tratamento foi sempre usado com menos frequência do que no Brasil. Além disso, em Portugal é usado em situações mais formais, o que também atua contra sua redução, da mesma maneira que o pronome formal usted em espanhol, que também não tem redução equivalente. Ocê é registrado em Cabo Verde, mas cê só ocorre no português brasileiro.
A forma cê é usada na língua falada do Brasil como pronome fraco, de maneira análoga ao pronome francês tu. Enquanto isso, as formas ocê e você exercem papel de pronomes fortes, de maneira análoga a toi em francês. Por isso, cê jamais é objeto de verbo e não aparece em posição de foco, o que torna impossíveis construções como *"Queriam cê" em lugar de "Queriam ocê/você". A forma ocê é associada aos dialetos caipira e mineiro.
A forma ucê, outra das variantes, é encontrada principalmente no dialeto mineiro, e, como as formas "ocê" e "você", exerce também papel de pronome forte.
Cê e ocê são formas não padrão e não são aceitas na língua escrita, mas são de uso corrente mesmo nos falares cultos. A forma cê, em especial, é amplamente usada na televisão, sendo notável na fala de personagens de telenovelas brasileiras.

#### Voceísmo, Queísmo e Gerundismo
Alguns autores, mesmo brasileiros, relatam o que consideram vícios corriqueiros da sintaxe do português brasileiro, como o voceísmo (uso excessivo do pronome degenerado você, advindo de vossa mercê), queísmo (uso excessivo do pronome relativo que como ligação entre orações) e gerundismo (uso excessivo do gerúndio como tempo verbal).
O gerundismo (abuso do gerúndio) é fenómeno linguístico relativamente recente no Brasil. Exemplos:
- Nós estaremos lhe enviando um fax com os detalhes.
- Nós vamos estar lhe enviando um fax com os detalhes.

O voceísmo em detrimento de pronomes átonos, oblíquos, sujeito oculto ou da segunda pessoa. Este parece ser um vício das traduções do You, segunda pessoa provinda do inglês, visto que muitos documentos traduzidos contém um excessivo uso deste pronome informal, como nas EULAS de softwares.
- Você pode trazer o chocolate que pedi para você trazer e você não trouxe.
- "Você poderá adquirir Conteúdo nos nossos Serviços gratuitamente ou por um valor, sendo cada um referido como uma “Transação”. Cada Transação constitui um contrato eletrônico entre você e a Apple, e/ou entre você e a entidade fornecendo o Conteúdo nos nossos Serviços. Contudo, caso você seja um cliente da Apple Distribution International e você adquira um App ou um livro, a Apple Distribution International é o comerciante registado; isto significa que você adquire[...][81]".

O queísmo referente ao uso excessivo do pronome relativo que:
- “O repórter que gravou a matéria sobre o candidato eleito, que desagradou o público, também quer que haja recontagem dos votos”. Melhor seria: "O repórter, autor da matéria sobre o candidato eleito rejeitado pelo público, também quer a recontagem dos votos".[79]

#### Dos verbos pronominais
Há no Sudeste e no Sul do Brasil uma tendência de se omitir o uso dos pronomes reflexivos em alguns verbos, exemplo: eu lembro ao invés de eu me lembro, ou eu deito ao invés de eu me deito. Em particular, verbos que indicam movimento como levantar-se, sentar-se, mudar-se, ou deitar-se são normalmente tratados como não reflexivos na fala coloquial daquelas regiões. O uso da voz passiva analítica é também muito mais comum em PB do que em outras variantes como, por exemplo, dizer-se a partida foi disputada do que disputou-se a partida ou se disputou a partida.

#### Pronomes oblíquos
A colocação dos pronomes átonos é diferente na fala do Brasil e na de Portugal. O PB é uma variante com forte tendência proclítica, preferindo-se sempre o uso da próclise (pronome antes do verbo). Em algumas situações em que a gramática normativa prescreve a ênclise, o PB informal usa a próclise. A mesóclise é pouco usada em comparação com a próclise. Mesmo em contextos formais, muitas guias de estilo desencorajam o uso da mesóclise, por causa da falta de familiaridade de muitos leitores brasileiros com a mesma. O PE, por sua vez, apresenta-se como uma variante mais enclítica, sendo uma exceção habitual as frases na negativa.

##### Exemplos:
| PB              | PE              |
| --------------- | --------------- |
| Eu me falou     | Falou-me        |
| Ele me viu      | Ele viu-me      |
| Eu te amo       | Amo-te          |
| Ele se encontra | Ele encontra-se |
| Me parece       | Parece-me       |
| Vou o encontrar | Vou encontrá-lo |

No PB falado, os pronomes oblíquos 'o', 'a', 'os' e 'as' praticamente não são usados, sendo quase sempre substituídos pelos pronomes pessoais do caso reto ('ele', 'ela'…). Entretanto, o uso dos pronomes oblíquos é mais comum na fala culta quando eles se seguem a um infinitivo e são transformados respectivamente em 'lo', 'la, 'los, 'las'. Na linguagem formal escrita, o uso dos oblíquos de terceira pessoa é obrigatório em qualquer caso.

#### Gerúndio
Um aspecto conservador do PB em relação ao PE é a dominância da construção estar + gerúndio, em lugar da construção estar + a + infinitivo, que se tornou dominante em Portugal. Nas variantes dialetais portuguesas a norte do rio Tejo, o gerúndio perifrástico combinado com verbos como estar e andar, (que dá ideia de ação durativa ou de movimento reiterado) tem vindo a ser substituído pelo infinitivo do verbo antecedido pela preposição a (e. g. estou a fazer em vez de estou fazendo). No Brasil este fenômeno também existe, mas é mais raro e aplica-se a um número mais reduzido de contextos gramaticais, em geral, para combater o vício do gerundismo, muito condenado pelos falantes da norma culta.
| Português brasileiro           | Português europeu (a norte do Tejo) | Observações                                                                                       |
| ------------------------------ | ----------------------------------- | ------------------------------------------------------------------------------------------------- |
| Eu estou cantando              | Eu estou a cantar                   | Este tipo de estrutura é tão usada que pode dar a ideia de que em Portugal não se usa gerúndio    |
| A vida vai moldando a pessoa…  | A vida vai moldando a pessoa…       | Neste caso (verbo ir, expressando mudança gradual), é sempre usado o gerúndio em qualquer região  |
| O governo continua defendendo… | O governo continua a defender…      | Há casos (como nos verbos continuar e acabar) em que no Brasil também se pode não usar o gerúndio |
| A partir de 10 reais!          | Desde 10 euros!                     | Neste caso, o infinitivo vingou pelo uso disseminado                                              |

## Semântica
Muitas palavras, sem perderem o seu significado tradicional, enriqueceram-se com uma ou mais acepções novas no Brasil. Por exemplo, virar também significa transformar-se em e prosa é também utilizado com o sentido de loquaz, conversador ou gabarola.

## Diglossia
De acordo com alguns linguistas brasileiros contemporâneos (Bortoni, Kato, Mattos e Silva, Milton M. Azevedo, Perini e, mais recentemente, e com grande impacto, Bagno), o português brasileiro seria uma língua caracterizada pela diglossia. Essa teoria afirma que há uma forma B, que seria a fórmula vernácula, língua materna de todos os brasileiros, e uma forma A (português brasileiro padrão), adquirido através da escolarização. A forma B representa uma forma simplificada da língua (em termos gramaticais, mas não fonéticos) que poderia ter-se desenvolvido do português do século XVI, com influências ameríndias e africanas, enquanto a forma A seria baseada no português europeu do século XIX (e muito parecida com o português europeu padrão, com diferenças pequenas de ortografia e gramática). Mário A. Perini, linguista brasileiro, chega a comparar a profundidade das diferenças entre as formas A e B do português brasileiro com as das diferenças entre o espanhol padrão e o português padrão. No entanto, essa proposta é polêmica e não tem aceitação ampla, nem entre gramáticos, nem entre acadêmicos.
Segundo a teoria, a forma B seria a forma falada do português brasileiro, evitada somente em fala muito formal (interrogação judicial, debate político), enquanto a forma A seria a forma escrita da língua, evitada somente em escrita informal (como em letras de músicas ou correspondência íntima). Mesmo professores de português usariam a forma B ao explicar a estrutura e uso da forma A; nas provas, entretanto, a forma A é exigida dos alunos.
A forma B seria a usada em canções, filmes, telenovelas e outros programas de TV, embora a forma A às vezes seja usada em filmes ou telenovelas históricos, para fazer a linguagem empregada parecer mais elegante ou arcaica.
Na maioria as obras literárias seriam escritas na forma A. Teria havido tentativas de escrevê-las na forma B (como a obra ‘’Macunaíma’’, de Mário de Andrade, ou ‘’Grande Sertão: Veredas”, de Guimarães Rosa), mas é afirmado que no presente a forma B só é usada em diálogo. A forma A, não obstante, é muito usada mesmo em diálogo informal, especialmente em obras traduzidas. A forma B é mais comum de ser encontrada em livros infantis, mas somente os escritos originalmente em português.